# 1845 în literatură
Anul 1845 în literatură a implicat o serie de evenimente și cărți noi semnificative.  

## Cărți noi

### Fiction
- James Fenimore Cooper
  - The Chainbearer
  - Satanstoe
- Charles Dickens – The Cricket on the Hearth
- Benjamin Disraeli – Sybil
- Alexandre Dumas, père
  - Le Chevalier de Maison-Rouge
  - The Corsican Brothers
  - The Count of Monte Cristo
  - The Regent's Daughter
  - La Reine Margot
  - Twenty Years After
- József Eötvös – A falu jegyzője
- Catherine Gore – The Snowstorm: A Christmas Story
- Nathaniel Hawthorne – P.'s Correspondence
- Geraldine Jewsbury – Zoe, A History of Two Lives
- Joaquim Manuel de Macedo – O moço loiro
- Frederick Marryat – The Mission, or Scenes in Africa
- Prosper Mérimée – Carmen
- J. M. Rymer – Ada the Betrayed; or, The Murder at the Old Smithy[1]
- Adele Schopenhauer – Anna: Ein Roman aus der nächsten Vergangenheit
- William Sewell – Hawkstone: a tale of and for England
- Robert Smith Surtees – Hillingdon Hall

## Teatru
- Juan Eugenio Hartzenbusch – La Jura en Santa Gadea
- Henrik Hertz – Kong Renés Datter
- Anna Cora Mowatt – Fashion
- Martins Pena – prima interpretare 
  - As Casadas Solteiras
  - O caixeiro da taverna
  - O diletante
  - O Noviço
  - Os dois ou O inglês maquinista
  - Os três médicos
- José Zorrilla – Traidor, inconfeso y mártir

## Poezie
- Edgar Allan Poe – "Corbul"

### Non-fiction
- Eliza Acton – Modern Cookery for Private Families
- Jules Barbey d'Aurevilly – On Dandyism and George Brummell (Du dandyism et de George Brummell)
- Thomas Carlyle – Oliver Cromwell's Letters and Speeches
- Frederick Douglass – Narrative of the Life of Frederick Douglass, an American Slave
- Encyclopædia Metropolitana
- Friedrich Engels – The Condition of the Working Class in England (Die Lage der arbeitenden Klasse in England)
- Richard Ford – A Hand-Book for Travellers in Spain, and readers at home
- Margaret Fuller – Woman in the Nineteenth Century (data apariției cărții)
- François-Xavier Garneau – Histoire du Canada, vol. 1
- Justinus Kerner – The Seeress of Prévorst
- Søren Kierkegaard – Stadier paa Livets Vej
- Domingo Sarmiento – Facundo (Civilización y Barbarie: vida de Juan Facundo Qiroga)
- Max Stirner – The Ego and Its Own (Der Einzige und sein Eigentum, datată în 1844)